# Mosteiro (Vieira do Minho)
Mosteiro é uma povoação portuguesa sede da Freguesia de Mosteiro do município de Vieira do Minho, freguesia com 10,62 km² de área e 688 habitantes (censo de 2021), tendo, por isso, uma densidade populacional de 64,8 hab./km².
Para além da aldeia do Mosteiro (sede de freguesia) existem na freguesia homónima dois lugares: Gandra e Figueiró.
O nome desta freguesia provém da Igreja Paroquial que estava integrada num mosteiro do século XV. Com a expulsão das ordens religiosas operada no século XIX o Mosteiro foi votado ao abandono, tendo ficado em ruínas em poucas décadas. Com a demolição das ruínas do Mosteiro em 1912 ficou apenas a Igreja do mesmo, denominada então Igreja Paroquial do Mosteiro.
Nesta freguesia existe ainda a barragem do Ermal, a albufeira desta barragem criou uma península que no inverno fica rodeada de água por todos os lados, transformado-se assim numa ilha; esta península é chamada de Ilha do Ermal e é alvo de visitas devido à sua fauna e flora.
A sede do concelho (atual município) de Vieira foi, de 1864 a 1930, na povoação de Brancelhe, desta freguesia. Pelo decreto lei nº 22.593, de 29/04/1933, a povoação de Brancelhe foi elevada à categoria de vila, com a designação de Vieira do Minho e passou a constituir uma freguesia independente.

## Demografia
A população registada nos censos foi:
| Distribuição da população por grupos etários | Distribuição da população por grupos etários | Distribuição da população por grupos etários | Distribuição da população por grupos etários | Distribuição da população por grupos etários |
| -------------------------------------------- | -------------------------------------------- | -------------------------------------------- | -------------------------------------------- | -------------------------------------------- |
| Ano                                          | 0-14 Anos                                    | 15-24 Anos                                   | 25-64 Anos                                   | > 65 Anos                                    |
| 2001                                         | 151                                          | 154                                          | 456                                          | 170                                          |
| 2011                                         | 112                                          | 91                                           | 426                                          | 145                                          |
| 2021                                         | 67                                           | 70                                           | 365                                          | 186                                          |

## Património

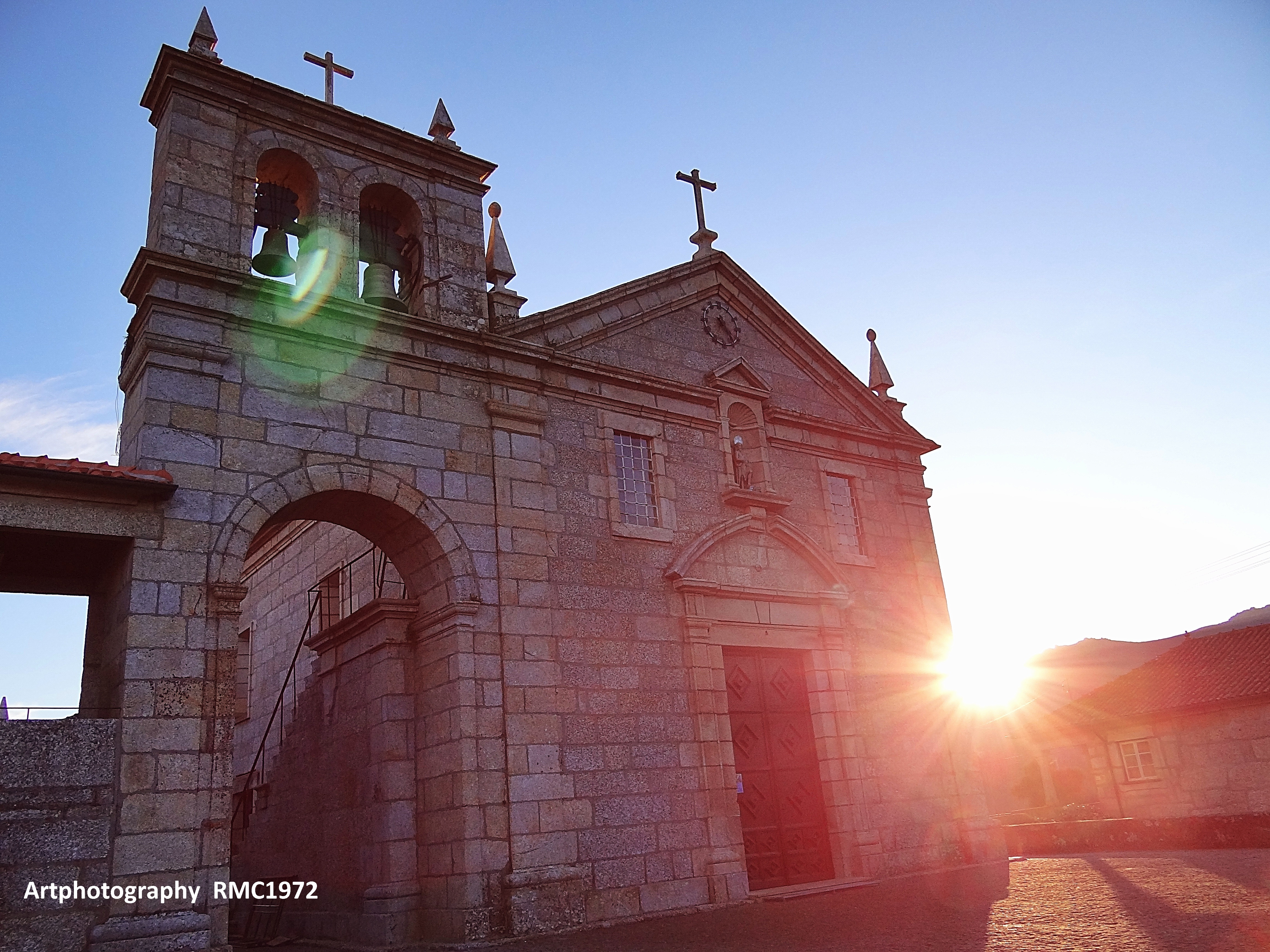
Igreja de Mosteiro, no Município de Vieira do Minho

- Igreja Paroquial
- Capela de Riolongo
- Capela e Cruzeiro do Salvador
- Capela de São Bento de Magos
- Capela de São Roque